# أندا بينكرفيلد عمير
أندا بينكرفيلد عمير (بالعبرية: אנדה פינקרפלד-עמיר‏) (26 يونيو 1902 - 27 مارس 1981) شاعرة وكاتبة إسرائيلية. اشتهرت بكتاباتها للأطفال.
في عام 1978 نالت جائزة إسرائيل في أدب الأطفال. 

## حياتها
ولدت أندا بينكرفيلد في مدينة رزيسزو ببولندا عام 1902. عمل والدها كمهندس معماري للحكومة النمساوية المجرية. وكانت عائلتها علمانية لذلك لم تتلق تعليمًا يهوديًا.
وبعد مذبحة لفيف في عام 1918، انضمت إلى حركة «هاشومير هاتسير» الصهيونية الشبابية، وانتقلت إلى مدرسة ثانوية عبرية في لفيف.
وهاجرت إلى فلسطين في عام 1920، مع حركة هاشومير هاتسير، لكنها عادت لاحقًا إلى لفيف، للحصول على درجة البكالوريوس.
خلال هذا الوقت، تزوجت من أريه كرامبنر عمير الذي كان يعمل مزارعاً. وفي عام 1924، عاد الزوجان إلى فلسطين. وعاشا في كيبوتس بيت ألفا ثم في تل أبيب، واستقروا في النهاية في كريات أنافيم.
في أعقاب الحرب العالمية الثانية، تم إرسال بينكرفيلد عمير للعمل في معسكرات النازحين في ألمانيا من قبل الوكالة اليهودية. وكتبت مذكرات عن تجربتها في أوروبا. وعملت لاحقًا في أرشيف وزارة الدفاع، حيث اطلعت على سجلات الجنود الذين سقطوا في الحرب العربية الإسرائيلية (حرب الاستقلال) عام 1948.
توفيت بينكرفيلد عمير في 27 مارس 1981.

## عملها
في شبابها، كتبت بينكرفيلد عمير الشعر ونشرته باللغة البولندية. وبعد الهجرة إلى فلسطين، تأثرت بأوري تسفي غرينبرغ وبدأت الكتابة بالعبرية. نُشر أول عمل لها بالعبرية في عام 1928 تحت الاسم المستعار بات هيدفا (ومعناه ابنة هيدفا وهو اسم والدتها العبري).
كتبت العديد من القطع الوصفية لشخصيات التوراة، ولكن بعد تجربتها في معسكرات الناجين من المحرقة في ألمانيا، بدأت كتاباتها تصطبغ بنبرة قومية يهودية أكثر. وكانت من أوائل الكتاب الذين تعاملوا مع الهولوكوست، عندما تجنب معظم الكتاب الموضوع.
أكثر أعمالها شهرة هي كتاباتها للأطفال. وخاصة القصائد التي تساعد في تخطي الخسارة.

## جوائز وتكريمات
- في عام 1936، نالت جائزة معهد بياليك عن ديوانها لقصائد الأطفال.[11]
- في عام 1971 حصلت على جائزة حاييم غرينبرغ لشعرها.
- في عام 1978 نالت جائزة إسرائيل في أدب الأطفال.[6]